# Chicago Marathon 2017
De Chicago Marathon 2017 werd gelopen op zondag 8 oktober 2017. Het was de 40e editie van deze marathon. Het evenement had de status IAAF Gold Label Road Race.
De wedstrijd bij de mannen werd gewonnen door de Amerikaan Galen Rupp in 2:09.20. De nummer twee finishte 28 seconden later. Bij de vrouwen won Tirunesh Dibaba uit Ethiopië.
Het prijzengeld bij deze wedstrijd was hoog. De eerste man en eerste vrouw wonnen respectievelijk $ 100.000 en $ 110.000 voor hun prestaties.

## Uitslagen

### Mannen
| rang   | naam                  | land | tijd    |
| ------ | --------------------- | ---- | ------- |
| Goud   | Galen Rupp            | USA  | 2:09.20 |
| Zilver | Abel Kirui            | KEN  | 2:09.48 |
| Brons  | Bernard Kipyego       | KEN  | 2:10.23 |
| 4      | Sisay Lemma           | ETH  | 2:11.01 |
| 5      | Stephen Sambu         | KEN  | 2:11.07 |
| 6      | Kohei Matsumura       | JPN  | 2:11.46 |
| 7      | Ezekiel Kiptoo Chebii | KEN  | 2:12.12 |
| 8      | Zersenay Tadese       | ERI  | 2:12.19 |
| 9      | Chris Derrick         | USA  | 2:12.50 |
| 10     | Michael Shelley       | AUS  | 2:12.52 |
| 11     | Chihiro Miyawaki      | JPN  | 2:13.23 |
| 12     | Aaron Braun           | USA  | 2:13.41 |
| 13     | Andrew Bumbalough     | USA  | 2:14.04 |
| 14     | Feyisa Lilesa         | ETH  | 2:14.49 |
| 15     | Sam Chelanga          | USA  | 2:15.02 |

### Vrouwen
| rang   | naam               | land | tijd    |
| ------ | ------------------ | ---- | ------- |
| Goud   | Tirunesh Dibaba    | ETH  | 2:18.31 |
| Zilver | Brigid Kosgei      | KEN  | 2:20.22 |
| Brons  | Jordan Hasay       | USA  | 2:20.57 |
| 4      | Madaí Pérez        | MEX  | 2:24.44 |
| 5      | Valentine Kipketer | KEN  | 2:28.05 |
| 6      | Lisa Weightman     | AUS  | 2:28.45 |
| 7      | Maegan Krifchin    | USA  | 2:33.46 |
| 8      | Alia Gray          | USA  | 2:34.25 |
| 9      | Taylor Ward        | USA  | 2:35.27 |
| 10     | Becky Wade         | USA  | 2:35.46 |

1977 ·
1978 ·
1979 ·
1980 ·
1981 ·
1982 ·
1983 ·
1984 ·
1985 ·
1986 ·
1987 ·
1988 ·
1989 ·
1990 ·
1991 ·
1992 ·
1993 ·
1994 ·
1995 ·
1996 ·
1997 ·
1998 ·
1999 ·
2000 ·
2001 ·
2002 ·
2003 ·
2004 ·
2005 ·
2006 ·
2007 ·
2008 ·
2009 ·
2010 ·
2011 ·
2012 ·
2013 · 
2014 · 
2015 · 
2016 · 
2017 · 
2018 · 
2019 · 
2021 · 
2022 · 
2023